# Galinhola-americana
Galinhola americana (nome científico Scolopax minor) é uma espécie de ave da família Scolopacidae pertencente ao gênero Scolopax.
É encontrado na América do Norte nos países como:México,Canadá e Estados Unidos.

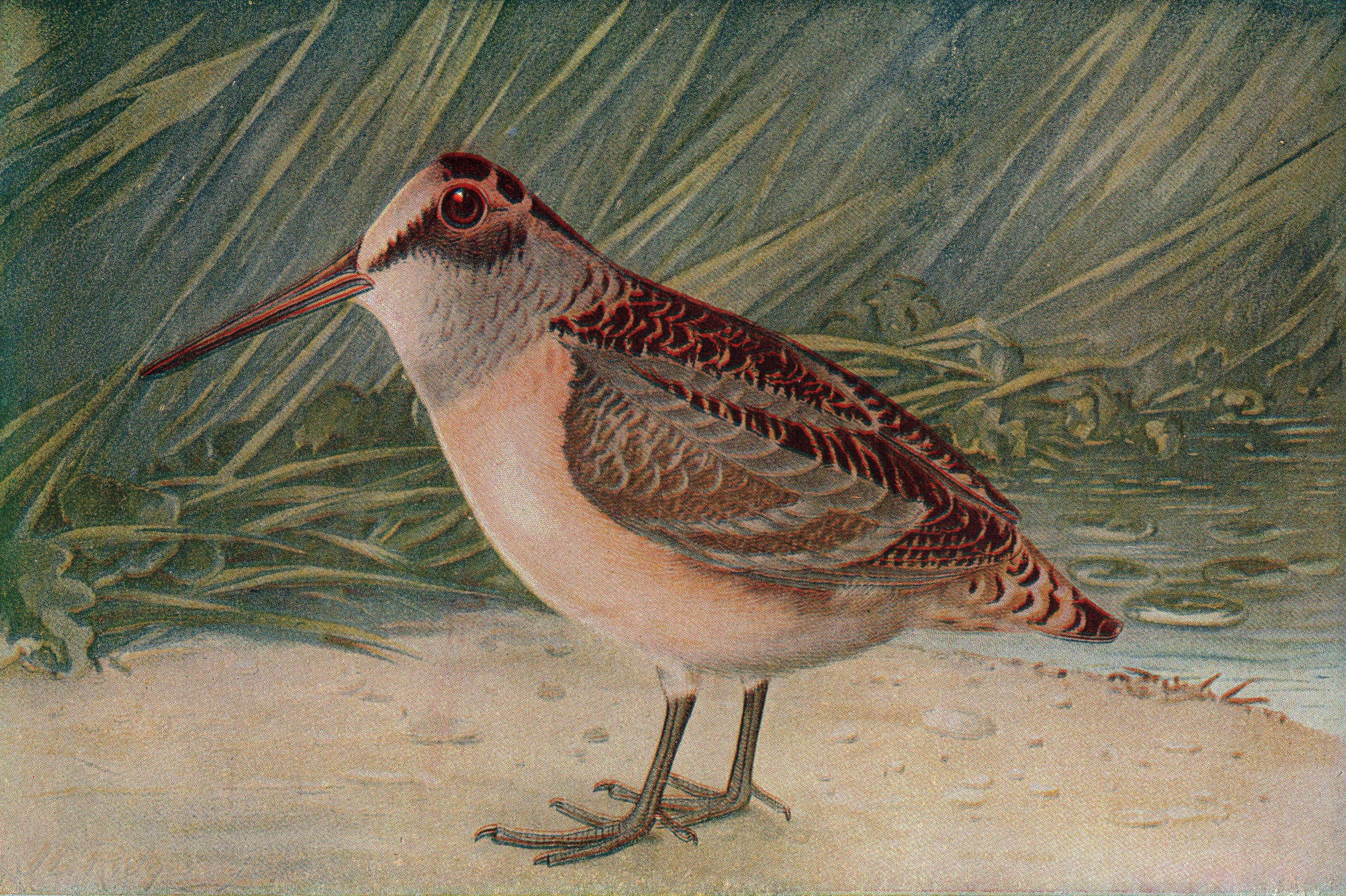
Desenho da espécie.